# Епархия Мурска-Соботы
Епархия Мурска-Соботы (словен. Škofija Murska Sobota, лат. Dioecesis Sobotensis) — католическая епархия латинского обряда в Словении. Центр в городе Мурска-Собота. Подчинена Мариборской архиепархии. Кафедральным собором епархии является Собор Святого Николая в Мурска-Соботе.

## История
Епархия Мурска-Соботы создана 7 апреля 2006 года, когда была проведена реорганизация церковной структуры в Словении, в частности созданы три новые епархии.

## Статистика
По данным на 2006 год в епархии насчитывалось 95,5 тысяч католиков (79,5 % населения), 36 приходов, 61 священник (из них 11 иеромонахов), 23 монаха, 15 монахинь.

## Ординарии епархии
- епископ Мариан Турншек (7.04.2006 — 28.11.2009), назначен вспомогательным архиепископом Марибора;
- епископ Петер Штумпф S.D.B.[2] (28.11.2009 — 29.11.2024 — назначен епископом Копера);
  - епископ Петер Штумпф S.D.B. (1.02.2025 — по настоящее время — апостольский администратор);
- епископ Янез Козинц (18.06.2025 — по настоящее время).